# Utopia X
Utopia X (of Nation X, Astroide M) is een fictieve basis van de X-Men uit de Comics van Marvel. De basis verscheen voor het eerst in Dark Avengers #8 (okt 2009). 
Op Utopia X wonen ca 200 mutanten onder leiding van Cyclops en Emma Frost en ligt aan de kust van San Francisco.
Belangrijke onderdelen van Utopia X zijn: Senior Conference Room, Sick Bay, X-Brig, Mess Hall, Hangar, Atlantean Pillar en de Farm.

## Links en Referenties
- Utopia X op MDP